# Nesrine Kherrar
Nesrine Kherrar, née le 21 décembre 1988, est une karatéka algérienne.

## Carrière
Nesrine Kherrar est médaillée d'or en kumite par équipes et médaillée de bronze en kumite individuel dans la catégorie des moins de 61 kg aux Championnats d'Afrique de karaté 2010 au Cap. Elle est également médaillée de bronze par équipes aux Jeux africains de 2011 à Maputo.